# Гусейнзаде, Адиль
Адиль Гусейнзаде (азерб. Adil Hüseynzadə; род. 3 августа 1953) — главный тренер сборной Азербайджана по тамблингу.

## Биография
Родился 3 августа 1953 года. В 1974 году окончил Азербайджанский государственный институт физической культуры.
Заслуженный тренер Азербайджана.
В марте 2009 года окончил международные судейские курсы по тамблингу в Москве, получив 4-ю международную судейскую категорию.
В 2011 году работал в ЮАР.
Участвовал в качестве судьи на чемпионате мира по прыжкам на батуте среди юниоров 2011 (Бирмингем, Великобритания), чемпионате Европы по прыжкам на батуте 2012 (Санкт-Петербург, Россия), чемпионате Европы по прыжкам на батуте 2014 (Гимарайнш, Португалия), Кубке мира по прыжкам на батуте 2014 (Минск, Белоруссия), чемпионате мира по прыжкам на батуте 2015 (Оденсе, Дания)
Судья 3-й судейской категории по тамблингу.
Судья международной категории по прыжкам на акробатической дорожке (тамблинг).
Почётный судья Европейского гимнастического союза.
Главный тренер сборной Азербайджана по тамблингу.
13 февраля 2024 года Европейским гимнастическим союзом признан тренером 2023 года.
Директор Бакинской школы гимнастики.